# Eupithecia pyreneata
Eupithecia pyreneata is een vlinder uit de familie spanners (Geometridae). De wetenschappelijke naam is voor het eerst geldig gepubliceerd in 1871 door Mabille.
De soort komt voor in Europa.